# Технічна зона

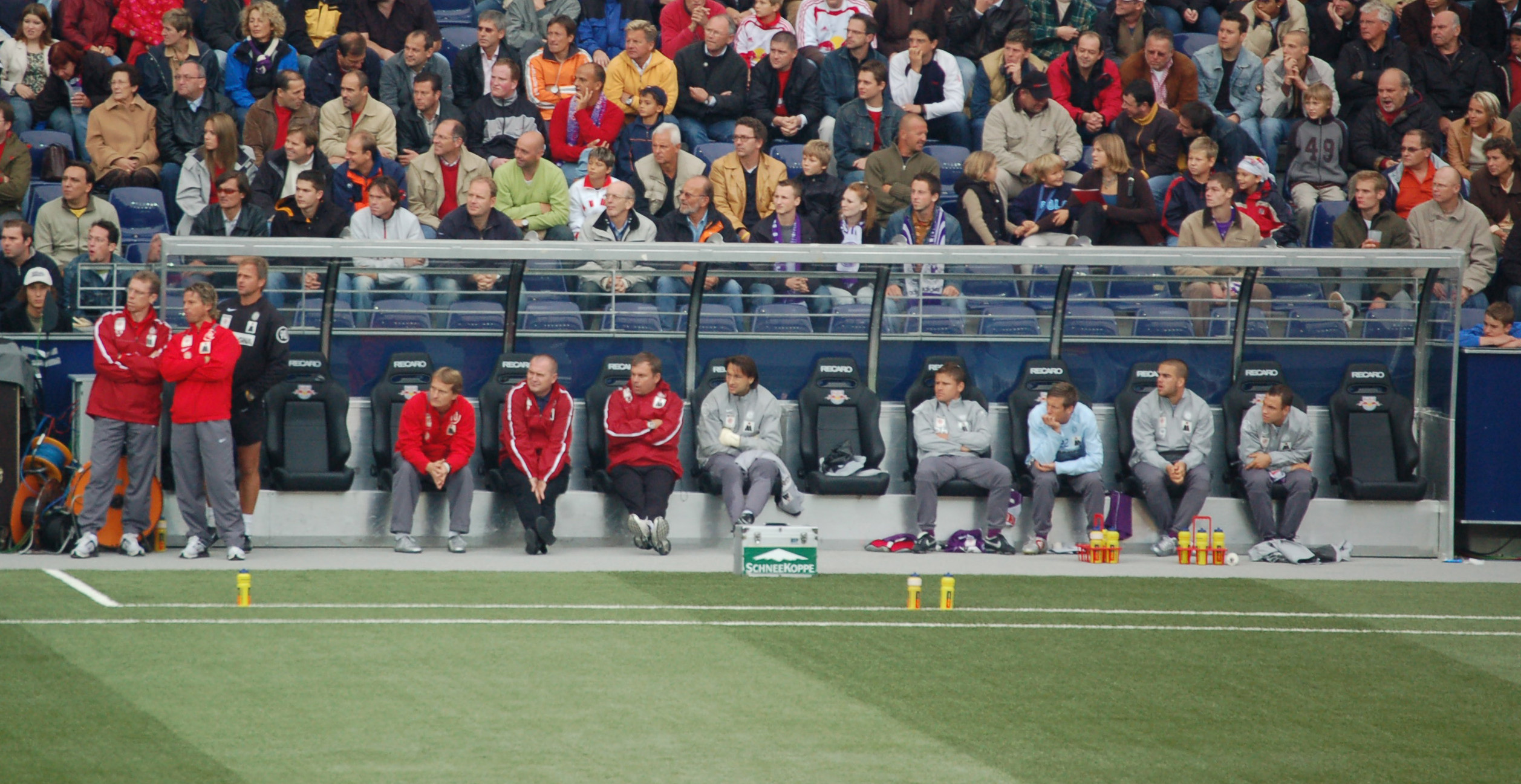
Лава запасних та технічна зона віденської «Аустрії» (2005 рік)

Технічна зона в футболі — це зона, яку мають право займати під час матчу головний тренер, представники тренерського штабу та запасні гравці.
Технічна зона включає накриття, лавку для запасних та прилеглу до поля розмічену зону.

## Історія
Першим футбольним стадіоном, на якому розміщено накриття над лавою запасних, був стадіон «Піттодрі» — домашня арена шотландського клубу «Абердин», тренером якого на той час був Дональд Колман. Йому хотілося мати облаштоване місце, щоб робити нотатки та спостерігати за своїми гравцями (особливо за їхніми ногами, отже, причина, чому ці накриття були встановлені частково нижче рівня поля), не підіймаючись на трибуну.
Визначений простір технічної зони встановлено в розділі приміток Правил гри 1993 року.

## Визначення

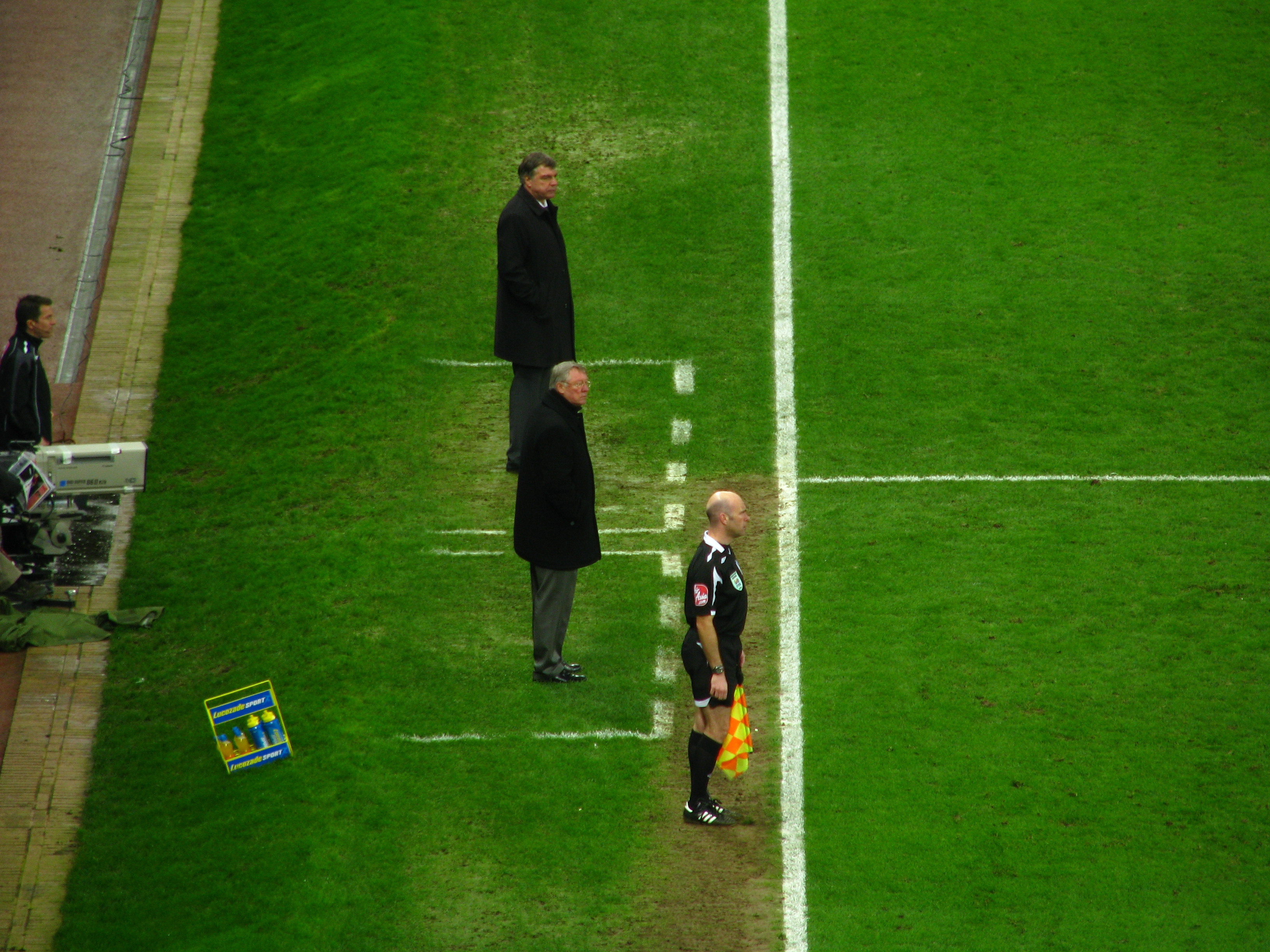
Білі лінії позначають межі технічних зон на «Олд-Траффорді» (2009 рік)

У Правилах гри зазначено таке: «Технічна зона позначена білою пунктирною лінією, але завжди „1 м (1 ярд) з обох боків від визначеної зони для сидіння і тягнеться вперед до відстані 1 м (1 ярд) від бокової лінії“».
Тренери не можуть перетинати лінію під час гри, що обмежує їх потенційне наближення до поля. 1999 року ФІФА доручила четвертому судді відповідати за дотримання цього правила, хоча запасні гравці можуть розминатися вздовж усього поля. Число осіб, яким дозволяється перебувати в технічній зоні, визначається виключно Регламентом змагання. Особи, яким дозволено перебувати в технічній зоні кожної команди, визначаються до початку матчу і вносяться до протоколу.

## Санкції за порушення
Під час матчу 13-го туру чемпіонату України 2020/21 між київським «Динамо» та ковалівським «Колосом» тренер киян Мірча Луческу залишив технічну зону та вийшов на поле, за що отримав попередження та умовне відсторонення на матч наступного туру.